# Margaret Maltby
Margaret Maltby, född 1860, död 1944, var en amerikansk fysiker.
En krater på Venus har fått sitt namn efter henne. 